# Episodi di Un caso per due (diciottesima stagione)
La diciottesima stagione della serie televisiva tedesca Un caso per due, composta da 11 episodi, è andata in onda in Germania sul canale ZDF a partire dal 2 gennaio 1998.
| nº | Titolo originale       | Titolo italiano           | Prima TV Germania | Prima TV Italia |
| -- | ---------------------- | ------------------------- | ----------------- | --------------- |
| 1  | Nur der Sieg zählt     | Morte di un pugile        | 2 gennaio 1998    |                 |
| 2  | Die letzte Rate        | L'ultima rata             | 30 gennaio 1998   |                 |
| 3  | Unheimliche Geschäfte  | Affari sospetti           | 13 marzo 1998     |                 |
| 4  | Rendezvous mit dem Tod | Appuntamento con la morte | 10 aprile 1998    |                 |
| 5  | Verladen und verkauft  | Falso movente             |                   |                 |
| 6  | Ziel der Begierde      | L'oggetto del desiderio   |                   |                 |
| 7  | Schlechte Karten       | Compagni di scuola        |                   |                 |
| 8  | Falsche Partner        | Doppio furto              |                   |                 |
| 9  | Gunst der Stunde       | Coincidenza fortunata     |                   |                 |
| 10 | Fahrt zur Hölle        | La tela del ragno         |                   |                 |
| 11 | Tod eines Leibwächters | La guardia del corpo      |                   |                 |